# El Centenario, Nayarit
El Centenario är en ort i Mexiko.   Den ligger i kommunen Acaponeta och delstaten Nayarit, i den centrala delen av landet, 700 km nordväst om huvudstaden Mexico City. El Centenario ligger 34 meter över havet och antalet invånare är 701.
Terrängen runt El Centenario är platt åt sydväst, men åt nordost är den kuperad. Runt El Centenario är det ganska glesbefolkat, med 25 invånare per kvadratkilometer. Närmaste större samhälle är Acaponeta, 1,9 km söder om El Centenario. Omgivningarna runt El Centenario är en mosaik av jordbruksmark och naturlig växtlighet.